# Yano Kyōson
Yano Kyōson (japanisch 矢野 橋村; geboren 8. September 1890 in dem Landkreis Ochi (Präfektur Ehime); gestorben 17. April 1965 in Toyonaka) war ein japanischer Maler der Nihonga-Richtung auf der Grundlage der Nanga-Malerei.

## Leben und Werk
Yano Kyōson begann nach dem Abschluss der Grundschule ein Studium der Malerei unter dem Nanga-Maler Nagamatsu Shun’yō (永松 春洋; 1850–1931). In den 1920er Jahren gründete er mit dem Schriftsteller Naoki Sanjūgo und anderen die „Shuchō-sha“ (主潮社), die sich mit Kunst und Kunstgewerbe befasste. Man strebte Einzelausstellungen an und verabschiedete sich von den unter Auswahlgremien stehenden Gruppenausstellungen. Mit dem Maler und Kunstkritiker Saitō Yori (斎藤 与里; 1885–1959) und anderen gründete er die private „Ōsaka Bijutsu Gakkō“ (大阪美術学校) und leitete sie bis zu ihrer Schließung 1946. Er beteiligte sich auch an der Gründung des „Nihon Nanga-in“ (日本南画院). 1931 war er auf der „Ausstellung japanische Malerei“ in Berlin zu sehen.
1959 wurde Yano mit dem „Kulturpreis für Bürger Osakas“ (大阪市民文化賞, Ōsaka shimin bunka-shō) ausgezeichnet. 1961 folgte der bedeutende Preis der Akademie der Künste für sein Bild „Nishiki kaede“ (錦楓) – „Prächtiger Ahorn“. 1964 übernahm er den Vorsitz des „Nihon Nanga-in“. Er verfasste die Bücher Uragami Gyokudō (浦上玉堂) und „Nanga Shoho“ (南画初歩) – „Nanga, die ersten Schritte“.